# Fredensborg (municipio)
El municipio de Fredensborg es un municipio (kommune) de Dinamarca dentro de la Región de la Capital, en la isla de Selandia. Toma su nombre del palacio de Fredensborg y de la localidad del mismo nombre.
Fue creado en 2007 como parte de la reforma municipal danesa. En su formación estuvieron involucrados los territorios de los antiguos municipios de Fredensborg-Humlebæk y Karlebo. 
La capital del municipio se encuentra en lo que fue la localidad de Kokkedal, que actualmente no tiene estatus de localidad independiente, sino que forma parte de la zona urbana de Hørsholm.
Fredensborg limita al norte con Gribskov y Elsinor, al oeste con Hillerød, al sur con Allerød y Hørsholm y al este con el Øresund.

## Localidades
En 2013, el municipio de Fredensborg tiene una población de 39.462 habitantes. Un total de 36.115 vive en alguna de las 8 localidades urbanas, mientras que 3.225 viven en áreas rurales y 122 no tienen residencia fija.
| Localidades más pobladas de Fredensborg |             |                  |
| Nº                                      | Localidad   | Población (2013) |
| 1                                       | Hørsholm    | 9.767            |
| 2                                       | Humlebæk    | 9.252            |
| 3                                       | Fredensborg | 8.406            |
| 4                                       | Nivå        | 7.821            |
| 5                                       | Sørup       | 562              |
| 6                                       | Karlebo     | 227              |
| 7                                       | Elsinor     | 68               |
| 8                                       | Hillerød    | 12               |